# Brit Air

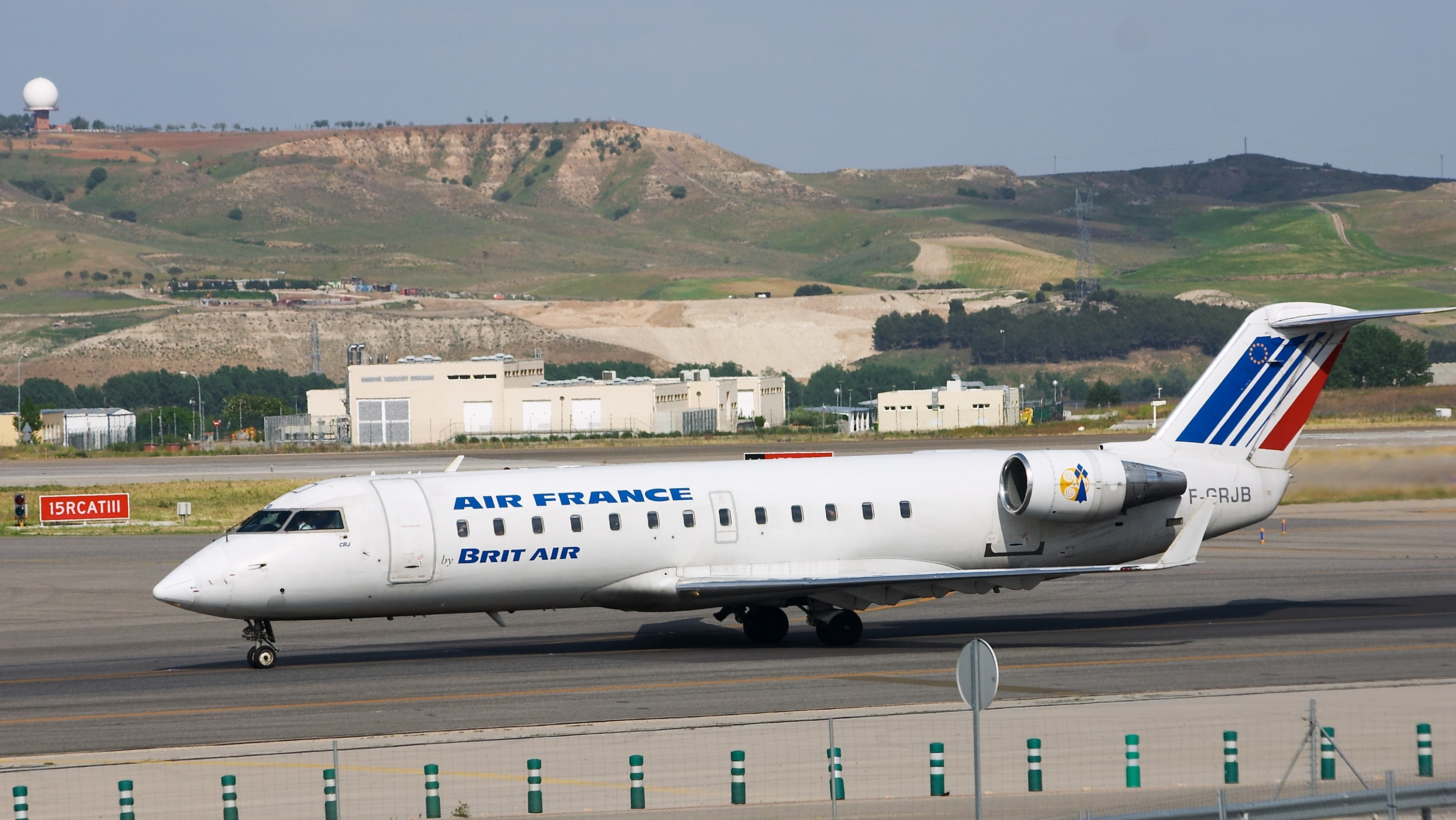
Canadair Regional Jet CRJ-100ER.

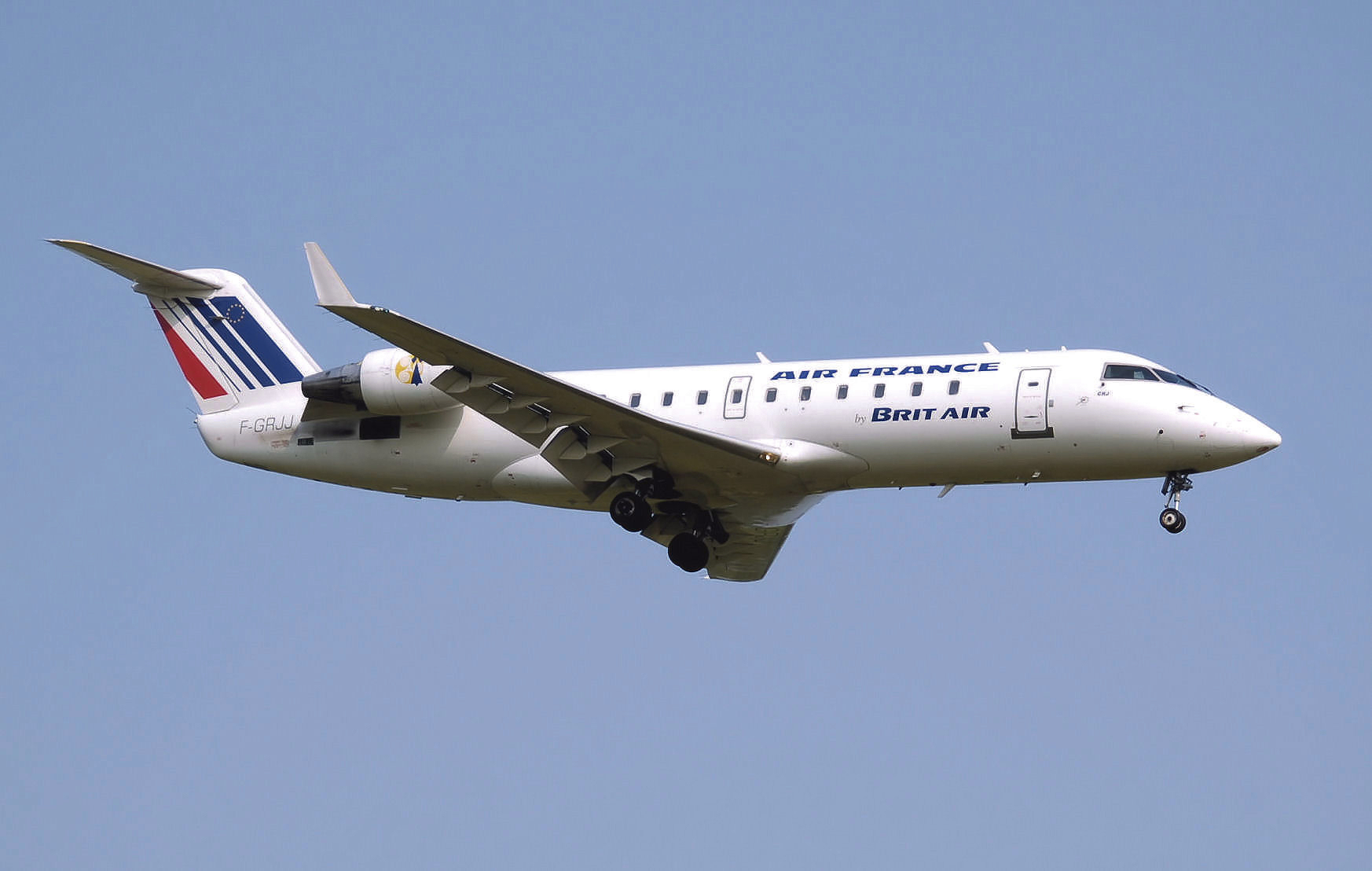
Canadair Regional Jet CRJ-100 sắp đáp xuống.

Brit Air (mã IATA = DB, mã ICAO = BZH) là hãng hàng không của Pháp, trụ sở ở Morlaix, Brittany. Hãng có các tuyến đường quốc nội và quốc tế. Căn cứ chính của hãng ở Sân bay Ploujean, Morlaix, và các căn cứ khác ở Sân bay quốc tế Saint-Exupéry, Lyon, Sân bay Orly, Paris và Sân bay quốc tế Charles de Gaulle, Paris.

## Lịch sử
Brit Air được thành lập năm 1973 và bắt đầu hoạt động từ năm 1975. Ngày 1.12.1995, Brit Air ký thỏa thuận bay cho hãng Air France. Tháng 10/2000, Brit Air trở thành hãng con của Air France và hiện có 1.260 nhân viên.

## Các nơi đến
- Pháp
  - Brest
  - Caen
  - Lannion
  - Limoges
  - Lorient
  - Lyon
  - Marseille
  - Montpellier
  - Nantes
  - Nice
  - Paris
  - Quimper
  - Rennes
  - Rodez
  - Strasbourg
- Toulouse
  - Lourdes
- Đan Mạch
  - Copenhagen
- Đức
  - Düsseldorf
  - Frankfurt
  - München
- Ý
  - Genoa
  - Roma
  - Trieste
- Tây Ban Nha
  - Barcelona
  - Bilbao
  - Madrid
- Vương quốc Anh
  - Birmingham
  - Newcastle
  - London
  - Southampton

## Đội máy bay
(Tháng 3/2007):
- 17 Bombardier CRJ-100ER
- 14 Bombardier CRJ 700 (further one on order)
- 13 Fokker 100

Tính tới tháng 7/2006, tuổi trung bình các máy bay của Brit Air là 8.6 năm.

## Tai nạn
- Ngày 22.6.2003, chuyến bay 5672 của Brit Air bay từ Nantes tới Brest, France đã bị rớt cách phi đạo khoảng 2.3 dặm khi tìm cách đáp xuống Sân bay Brest. Viên phi công chính bị tử nạn.